# Halogeometricum
Genre
Espèces de rang inférieur
- Halogeometricum borinquense
- Halogeometricum rufum

Halogeometricum est un genre d'archées halophiles de la famille des Halobacteriaceae.